# Appollo
Pour les articles homonymes, voir Apollo.
Appollo, de son vrai nom Olivier Appollodorus, est un nouvelliste et scénariste de bande dessinée français né le 26 mars 1969 à Carthage, en Tunisie. 

## Biographie
Il passe sa petite enfance en Afrique du Nord (en particulier au Maroc), puis sa famille s'installe définitivement à La Réunion à la fin des années 70. Il fait toute sa scolarité à Saint-Denis, notamment au collège de Bourbon et au lycée Leconte de Lisle, où il fonde avec des amis, en 1986, la revue Le Cri du Margouillat (dont il est le rédacteur en chef depuis 2016) et les éditions Centre du Monde. Il a par ailleurs collaboré à Capsule Cosmique et il participe depuis 2013 à la revue Kanyar. Il vit toujours à La Réunion où il exerce comme professeur de français, après avoir passé quelques années en Afrique centrale, d'abord à Luanda (de 2007 à 2009) puis surtout à Kinshasa (de 2009 à 2014).  
En 2003, il lance la série La grippe coloniale puis la série Fantômes blancs en 2005. L'année 2007 voit la publication de l'album Île Bourbon 1730, coscénarisé par Lewis Trondheim qui traite de la fin de la piraterie et du début de l'esclavage dans l'actuelle île de la Réunion.
En 2018, il scénarise Chroniques du Léopard avec le dessinateur Téhem (Éditions Dargaud). L'album relate amitié de deux adolescents élèves au lycée Leconte de Lisle pendant la Seconde Guerre mondiale, le Léopard faisant référence au bateau ayant libéré La Réunion en novembre 1942,. 
Il a initié ou participé aux créations du festival Cyclone BD à Saint-Denis avec le Cri du Margouillat en 2001, de la Fête du livre de Kinshasa en 2013 et du festival BDPI à Saint-Denis en 2020.
Appollo reçoit le prix Jacques-Lob pour l'ensemble de son œuvre en novembre 2012.

## Ouvrages

### Les aventures de Louis Ferdinand Quincampoix
Dessin : Mad (Renaud Mader, dit). Éditions Vents d'Ouest.
1. Dedans le bayou, 1991  (ISBN 2-86967-143-1)
2. Bon appétit les goules, 1992  (ISBN 2-86967-161-X)
3. Un air de violon, 1992  (ISBN 2-86967-194-6)

### La Grippe coloniale
Dessin : Serge Huo-Chao-Si. Couleurs : Téhem (Thierry Maunier, dit). Éditions Vents d'Ouest.
La grippe coloniale raconte comment les conscrits réunionnais de la guerre de 14-18 sont rentrés au pays atteints de la grippe espagnole. L'ouvrage a reçu le Prix de la critique (ACBD) en 2004 et a été nommé au prix du scénario au festival d'Angoulême la même année.
1. Le retour d'Ulysse, 2003  (ISBN 2-7493-0096-7)[6]
2. Cyclone la peste, 2012  (ISBN 978-2-919069-13-2)

### Fantômes blancs
Dessin : Li-An (Jean-Michel Meyer, dit). Couleurs : Laurence Croix. Éditions Vents d'Ouest, collection « Équinoxe » 
1. Maison rouge, 2005 [7] (ISBN 2-7493-0196-3) Cet album a reçu le prix de la Nouvelle République.
2. Bénédicte, 2006 [8]  (ISBN 2-7493-0301-X)

### Biotope
Dessin : Brüno. Couleurs : Laurence Croix. Éditions Dargaud, collection « Poisson Pilote »
1. Biotope 1, 2006  (ISBN 978-2-205-05861-1)
2. Biotope 2, 2007  (ISBN 978-2-205-05938-0)

### Île Bourbon 1730
Dessin : Lewis Trondheim. Éditions Delcourt, collection « Shampooing », 2007,  (ISBN 978-2-7560-0656-7)
L'ouvrage, en noir et blanc, compte près de 300 pages et était en sélection officielle au festival d'Angoulême en 2008.

### Commando colonial
Dessin : Brüno. Couleurs : Laurence Croix. Éditions Dargaud, collection « Poisson Pilote »
Commando colonial est une série se passant durant la Seconde Guerre mondiale, mettant en scène deux personnages issus des Mascareignes, membres des services secrets de la France libre. 
- Opération Ironclad, 2008,  (ISBN 978-2-205-06064-5)
- Le loup gris de la Désolation, 2009
- Fort Thélème, 2010

### Les voleurs de Carthage
Dessin : Hervé Tanquerelle. Couleurs : Isabelle Merlet. Éditions Dargaud.
- Le Serment du Tophet, 2013  (ISBN 978-2-205-07014-9) - sélection officielle au festival d'Angoulême en 2014.
- La Nuit de Baal-Moloch, 2014  (ISBN 978-2-205-07169-6)

### Chroniques du Léopard
Dessin : Téhem. Éditions Dargaud, 2018
Ce roman graphique historique figure dans la sélection officielle 2019 du festival international de la bande dessinée d’Angoulême.

### Vingt Décembre - Chroniques de l'abolition
Dessin : Téhem. Éditions Dargaud, 2024
Le récit relate l'abolition de l'esclavage à La Réunion à travers la vie du personnage d'Edmond Albius. Une version entièrement traduite en créole réunionnais par Sully Andoche est publiée par les éditions Centre du Monde sous le titre Vin Désanm. 
L'ouvrage reçoit le prix Pierre Lafue/Histoire de lire de la bd historique au salon du livre d'histoire de Versailles en novembre 2024 puis le prix du Jury Oecuménique de la BD - Prix des valeurs humaines au festival d'Angoulême en décembre 2024 (prix remis en janvier 2025).

### Autres
- 7 histoires de pirates (collectif), 1993, Vents d'Ouest,  (ISBN 2-86967-239-X)
- Cases en tôle, avec Serge Huo-Chao-Si, 1999, Centre du Monde  (ISBN 2-912013-06-2)
- Mussard, in Dans les hauts (album collectif). Dessin Serge Huo-Chao-Si. Couleurs Hobopok, 2001, Centre du Monde  (ISBN 2-912013-11-9)
- La Chasse au dodo, dessin de Emmanuel Brughera, 2005, Orphie,  (ISBN 2-87763-302-0)
- Le Chevalier au cochon, dessin de Emmanuel Brughera, 2006,  Carabas, collection « Crocodile »,  (ISBN 2-914203-60-8)
- Pauline (et les loups-garous), dessin de Stéphane Oiry, 2008, Futuropolis,  (ISBN 978-2-7548-0138-6)
- Nous sommes Motorhead (collectif) 2009, Dargaud,  (ISBN 9782205063172)[12].
- Une vie sans Barjot, dessin de Stéphane Oiry, 2011, Futuropolis,  (ISBN 978-2-754803-42-7) - sélection officielle au festival d'Angoulême en 2012.
- Les Diamants de Kamituga, tome 2, dessin de Séraphin Kajibwami, 2014, AAD[13]
- Rock Strips, (collectif), 2009, Flammarion
- Aux Archives ! dessin de Tehem, 2020, Centre du Monde
- La Désolation, dessin de Christophe Gaultier, 2021, Dargaud - sélection au prix éco fauve Raja au festival d'Angoulême en 2022.
- T'Zée, une tragédie africaine, dessin de Brüno, 2022, Dargaud - sélection officielle et sélection fauve des lycéens au Festival d'Angoulême 2023.
- Le Jour où la France a disparu, dessin de Huo-Chao-Si, 2022, Centre du Monde

Nouvelles
- Le Prophète et la Miss de l'Équateur, Revue Kanyar no 1, 2013
- La Désolation, Revue Kanyar no 2, 2013
- Les Cendres, Revue Kanyar no 4, 2015
- Les Petits Evénements, Revue Kanyar no 5, 2016

## Prix
- 2004 :  grand prix de la critique de l'ACBD pour La Grippe coloniale (avec Serge Huo-Chao-Si).
- 2005 :  prix de la Nouvelle République au festival de Blois[14] pour Fantômes blancs (avec Li-An).
- 2012 : meilleur album en langue étrangère au FIBD d'Alger[15] pour La Grippe coloniale t2 (avec Serge Huo-Chao-Si).
- 2012 :  prix Jacques-Lob pour l'ensemble de son œuvre[4].
- 2024 :  prix BD historique Pierre Lafue / Histoire de Lire au salon du livre d'histoire de Versailles pour Vingt Décembre - Chroniques de l'abolition (avec Tehem)
- 2025 :  prix du Jury Œcuménique - prix des valeurs humaines au festival d'Angoulême pour Vingt Décembre - Chroniques de l'abolition (avec Tehem)